# Medalia „A 15-a aniversare a Ministerului Securității Statului al RMN”

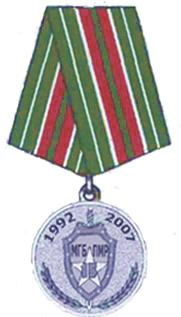
Medalia "A 15-a aniversare a Ministerului Securităţii Statului al RMN"

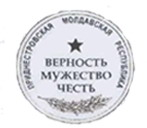
Reversul medaliei "A 15-a aniversare a Ministerului Securităţii Statului al RMN"

Medalia "A 15-a aniversare a Ministerului Securității Statului al RMN" (în rusă Медаль "15 лет Министерству государственной безопасности Приднестровской Молдавской Республики") este una dintre decorațiile jubiliare ale auto-proclamatei Republici Moldovenești Nistrene. Ea a fost înființată prin decret al președintelui RMN, Igor Smirnov, din anul 2007.

## Statut
1. Medalia aniversară "A 15-a aniversare a Ministerului Securității Statului al RMN" a fost înființată pentru a-i premia pe angajații Ministerului Securității Statului al Republicii Moldovenești Nistrene, militari și angajați civili ai Ministerului Securității Statului al RMN, pentru eficiență în activitatea operativ-informativă, disciplină militară exemplară, dovedind inițiativă și persistență în întărirea securității Republicii Moldovenești Nistrene și care au activat în Ministerul Securității Statului o perioadă de cel puțin cinci ani.
În cazuri excepționale, pot fi decorați și angajații Ministerului Securității Statului al Republicii Moldovenești Nistrene, care au avut rezultate extraordinare în activitatea desfășurată și au mai puțin de cinci ani de serviciu. 
2. Listele cu cei decorați cu Medalia "A 15-a aniversare a Ministerului Securității Statului al RMN" cuprind următoarele elemente: gradul militar, numele, prenumele, patronomicul, locul de serviciu (numărul unității militare) în Ministerul Securității Statului. 
3. Cu Medalia jubiliară "A 15-a aniversare a Ministerului Securității Statului al RMN" pot fi decorați:
- cetățenii Republicii Moldovenești Nistrene, care au participat activ la dezvoltarea organelor de securitate națională a Republicii Moldovenești Nistrene;

- cetățenii, reprezentanți ai serviciilor de informații și de protejare a legii din statele prietene, care au dovedit solidaritate în activitatea de formare și dezvoltare a organelor Ministerului Securității Statului al Republicii Moldovenești Nistrene;

- pensionarii Ministerului Securității Statului al Republicii Moldovenești Nistrene, care au contribuit la formarea de agenți ai organelor de securitate națională, având merite în formarea organelor Ministerului Securității Statului al Republicii Moldovenești Nistrene.

4. Medalia jubiliară "A 15-a aniversare a Ministerului Securității Statului al RMN" se poartă pe partea stângă a pieptului și este aranjată după Medalia "A 15-a aniversare a serviciului de protecție al președintelui Republicii Moldovenești Nistrene".

## Descriere
Medalia "A 15-a aniversare a Ministerului Securității Statului al RMN" are formă de cerc cu diametrul de 33 mm și este confecționată din nichel silver (aliaj de nichel cu cupru și adesea cu zinc). Fața și reversul medaliei au margini cu o lățime de 0,5 mm.
Pe aversul medaliei se află imprimată în relief stema stilizată a Ministerului Securității Statului al Republicii Moldovenești Nistrene, ocupând secțiunea centrală a acesteia. În partea de sus a stemei se află inscripția "МГБ ПМР", iar în partea de mijloc este o stea cu cinci colțuri și cu numărul "15" pe ea. Stema Ministerului Securității Statului este flancată în jumătatea inferioară de două spice de grâu, iar în partea superioară se află dispuse în arc de cerc numerele "1992-2007". Suprafața aversului medaliei este granulată în relief. Toate inscripțiile sunt convexe.
Reversul medaliei este neted și are în partea de sus lângă margine, inscripția "ПРИДНЕСТРОВСКАЯ МОЛДАВСКАЯ РЕСПУБЛИКА" dispusă în arc de cerc. În mijloc se află inscripția în relief pe trei linii: "ВЕРНОСТЬ МУЖЕСТВО ЧЕСТЬ" ("Credință. Curaj. Onoare), reprezentând motto-ul Ministerului Securității Statului. Deasupra motto-ului se află un asterisc pentagonal. Sub motto este o ramură de lauri dispusă convex. Suprafața reversului medaliei este granulată în relief. Toate inscripțiile sunt convexe.
Medalia este prinsă printr-o ureche de o panglică pentagonală de mătase lucioasă de culoare verde, având o lățime de 24 mm. În mijlocul panglicii sunt folosite culorile steagului național al Republicii Moldovenești Nistrene: roșu-verde-roșu, cu lățimi de câte 3 mm cele roșii și 2 mm - cea verde. Benzile care simbolizează steagul național al RMN sunt mărginite în ambele părți de fâșii longitudinale înguste de culoare albă, cu lățimea de 1 mm. Benzile marginale verzi au o lățime de 7 mm, fiind tăiate în mijloc de câte o fâșie albă cu lățimea de 0,5 mm. Pe reversul panglicii se află o agrafă pentru prinderea decorației de haine.